# جون برودهيد
جون برودهيد هو سياسي أمريكي، ولد في 5 أكتوبر 1770 في سميثفيلد في الولايات المتحدة، وتوفي في 7 أبريل 1838. نشط حزبياً في الحزب الديمقراطي. وقد انتخب عضو مجلس النواب الأمريكي ‏.